# Municipio de Green (condado de Grant)
El municipio de Green (en inglés: Green Township) es un municipio ubicado en el condado de Grant en el estado estadounidense de Indiana. En el año 2010 tenía una población de 500 habitantes y una densidad poblacional de 6,96 personas por km².

## Geografía
El municipio de Green se encuentra ubicado en las coordenadas 40°25′44″N 85°49′28″O / 40.42889, -85.82444. Según la Oficina del Censo de los Estados Unidos, el municipio tiene una superficie total de 71.84 km², de la cual 71,84 km² corresponden a tierra firme y (0 %) 0 km² es agua.

## Demografía
Según el censo de 2010, había 500 personas residiendo en el municipio de Green. La densidad de población era de 6,96 hab./km². De los 500 habitantes, el municipio de Green estaba compuesto por el 94,8 % blancos, el 1,4 % eran afroamericanos, el 0,2 % eran isleños del Pacífico, el 1,2 % eran de otras razas y el 2,4 % eran de una mezcla de razas. Del total de la población el 2,6 % eran hispanos o latinos de cualquier raza.